# 勁歌金曲頒獎典禮亞太區最受歡迎女歌星
勁歌金曲頒獎典禮亞太區最受歡迎女歌星每年是由香港電視廣播有限公司頒發，最初名為「國內最受歡迎香港女歌星」，1994年後改稱「亞太區最受歡迎香港女歌星」，2012年改稱「亞太區最受歡迎女歌星」，讓除了香港歌手外，海外歌手可以角逐該獎項，但該獎項於2013年起正式取消。此外，該獎項被媒體認為只是得不到「最受歡迎女歌手」的安慰獎。
由於獎項於1993年才設立。故第1－10屆（即1983－1992年）並沒有「亞太區最受歡迎女歌星」的得主。
截至2012年，共7位女歌手曾獲此獎。首位獲獎女歌手是王菲，之後獲獎者依次序包括張惠妹、陳慧琳、Twins、容祖兒、楊千嬅及王菀之。。當中王菲1995年至1997年連續3年缺席仍奪得此獎。

## 記錄
| 統計                     | 名字   | 數據    | 備註                       |
| ------------------------ | ------ | ------- | -------------------------- |
| 首屆獲獎女歌手           | 王菲   | ／      | 1993年                     |
| 獲獎最多次的女歌手       | 王菲   | 7次     | 1993－1997年，1999-2000年  |
| 最年輕獲獎女歌手         | 王菲   | 24歲    | 1993年                     |
| 最年長獲獎女歌手         | 楊千嬅 | 36歲    | 2010年                     |
| 獲獎時間相隔最短的女歌手 | 王菲   | 相隔1屆 | 分別為1997年及1999年       |
| 獲獎時間相隔最長的女歌手 | Twins  | 相隔4屆 | 分別為2007年及2012年       |
| 連續獲獎最多屆的女歌手   | 陳慧琳 | 6屆     | 第28－33屆（2001－2006年） |

## 得獎及候選名單

### 1990年代
| 年份            | 獲獎者                                     | 候選名單                              |
| --------------- | ------------------------------------------ | ------------------------------------- |
| 1993年 (第11屆) | 王靖雯/ 王菲（1995年、1996年、1997年缺席） | -                                     |
| 1994年 (第12屆) | 王靖雯/ 王菲（1995年、1996年、1997年缺席） | 王靖雯、吳倩蓮、彭 羚、葉蒨文、鄭秀文 |
| 1995年 (第13屆) | 王靖雯/ 王菲（1995年、1996年、1997年缺席） | -                                     |
| 1996年 (第14屆) | 王靖雯/ 王菲（1995年、1996年、1997年缺席） | 王靖雯（缺席）、彭 羚、鄭秀文         |
| 1997年 (第15屆) | 王靖雯/ 王菲（1995年、1996年、1997年缺席） | 王 菲（缺席）、梁詠琪、彭 羚、鄭秀文  |
| 1998年 (第16屆) | 張惠妹                                     | -                                     |
| 1999年 (第17屆) | 王 菲                                      | -                                     |